# Saurauia schultesiana
Saurauia schultesiana är en tvåhjärtbladig växtart som beskrevs av Soejarto. Saurauia schultesiana ingår i släktet Saurauia och familjen Actinidiaceae. Inga underarter finns listade i Catalogue of Life.